# Gustave Moreau
Gustave Moreau (6 tháng 4 năm 1826 – 18 tháng 4 năm 1898) là một họa sĩ trường phái tượng trưng người Pháp, thường chủ yếu tập trung vào hai đề tài Kinh Thánh và thần thoại.
Gustave Moreau sinh ra và lớn lên ở Paris. Khoảng thời gian đầu của sự nghiệp, ông chịu ảnh hưởng của trường phái lãng mạn, của những họa sĩ như Eugène Delacroix, Théodore Chassériau. Về sau, Moreau thay đổi cả về đề tài và kỹ thuật, đi sau vào thể hiện những huyền thoại bí ẩn. Ông cũng từng nhiều lần du lịch tới Ý, sao chép các bức tranh nổi tiếng của Titian, Leonardo Da Vinci.
Được bầu vào Viện hàn lâm mỹ thuật năm 1888, Gustave Moreau còn tham gia giảng dạy ở Trường Mỹ thuật Paris, đào tạo nhiều họa sĩ nổi tiếng như Adolphe Beaufrère, Henri Matisse, Raoul du Gardier, Albert Marquet và Georges Rouault.
Gustave Moreau mất năm 1898 ở Paris và được chôn cất tại Nghĩa trang Montmartre. Ở Paris ngày nay có một bảo tàng dành riêng cho các tác phẩm của Moreau, nằm trong hệ thống bảo tàng quốc gia Pháp.